# A Kínai Népköztársaság közigazgatási egységei
A Kínai Népköztársaság közigazgatási területei Kína nagyszámú lakossága és hatalmas területe miatt már az ősi idők óta több szintre vannak felosztva. Kína alkotmánya jogi értelemben három kormányzati szintet jelöl meg. Jelenleg, azonban gyakorlatilag (de facto) öt önkormányzati szint létezik: tartományi (tartomány, autonóm terület, helyhatóság, és speciális közigazgatási terület), prefektúra, megye, város és falu.
Kínában a tartományok határai a 17. század óta nem sokat változtak. A nagyobb változások az ország északkeleti tartományaiban és az autonóm területeken történtek, amelyek a szovjet etnikai politikát tartották szem előtt. Kínában a tartományoknak fontos kulturális szerepe van, ugyanis az emberek a saját tartományukkal azonosítják magukat.

## Táblázat
| A Kínai Népköztársaság közigazgatási területeinek strukturális tagozódása                         | A Kínai Népköztársaság közigazgatási területeinek strukturális tagozódása                                                     | A Kínai Népköztársaság közigazgatási területeinek strukturális tagozódása                                            | A Kínai Népköztársaság közigazgatási területeinek strukturális tagozódása                                                                                | A Kínai Népköztársaság közigazgatási területeinek strukturális tagozódása |
| Tartományi szint (1.) 省级行政区                                                                  | Prefektúra szint (2.) 地级行政区                                                                                              | Megye szint (3.) 县级行政区                                                                                          | Város szint (4.) 乡级行政区 | Falu szint (5.) [nem hivatalosan] 村级行政区                              |
| ------------------------------------------------------------------------------------------------- | --- | --- | --- | ------------------------------------------------------------------------- |
| Autonóm területek 自治区                                                                          | Altartományszintű autonóm prefektúra 副省级自治州                                                                             | Körzetek 市辖区 / 县级行政区 Megyeszintű város 县级市 Megye 县 Autonóm megyék 自治县 Régiók 旗 Autonóm régiók 自治旗 | Alkörzet 街道 Város 镇 Település 乡 Etnikai települések 民族乡 Megyei ellenőrzésű körzet 县辖区 Szum 苏木 Etnikai szum 民族苏木 Szomszédbizottság 虚拟镇 | Szomszédság / Közösség 社区 Falu 村 Gaqa 嘎查                             |
| Autonóm területek 自治区                                                                          | Prefektúraszintű város 地级市                                                                                                 | Körzetek 市辖区 / 县级行政区 Megyeszintű város 县级市 Megye 县 Autonóm megyék 自治县 Régiók 旗 Autonóm régiók 自治旗 | Alkörzet 街道 Város 镇 Település 乡 Etnikai települések 民族乡 Megyei ellenőrzésű körzet 县辖区 Szum 苏木 Etnikai szum 民族苏木 Szomszédbizottság 虚拟镇 | Szomszédság / Közösség 社区 Falu 村 Gaqa 嘎查                             |
| Autonóm területek 自治区                                                                          | Autonóm prefektúrák 自治州 Prefektúra 地区 Településszövetségek 盟                                                            | Körzetek 市辖区 / 县级行政区 Megyeszintű város 县级市 Megye 县 Autonóm megyék 自治县 Régiók 旗 Autonóm régiók 自治旗 | Alkörzet 街道 Város 镇 Település 乡 Etnikai települések 民族乡 Megyei ellenőrzésű körzet 县辖区 Szum 苏木 Etnikai szum 民族苏木 Szomszédbizottság 虚拟镇 | Szomszédság / Közösség 社区 Falu 村 Gaqa 嘎查                             |
|                                                                                                   | | | Alkörzet 街道 Város 镇 Település 乡 Etnikai települések 民族乡 Megyei ellenőrzésű körzet 县辖区 Szum 苏木 Etnikai szum 民族苏木 Szomszédbizottság 虚拟镇 | Szomszédság / Közösség 社区 Falu 村 Gaqa 嘎查                             |
| Tartomány 省                                                                                      | | | Alkörzet 街道 Város 镇 Település 乡 Etnikai települések 民族乡 Megyei ellenőrzésű körzet 县辖区 Szum 苏木 Etnikai szum 民族苏木 Szomszédbizottság 虚拟镇 | Szomszédság / Közösség 社区 Falu 村 Gaqa 嘎查                             |
| Altartományszintű város 副省级城市                                                                | Körzet 市辖区 / 县级行政区 Etnikai körzet 民族区 Speciális körzet 特区 Megyeszintű város 县级市 Megye 县 Autonóm megye 自治县 | | Alkörzet 街道 Város 镇 Település 乡 Etnikai települések 民族乡 Megyei ellenőrzésű körzet 县辖区 Szum 苏木 Etnikai szum 民族苏木 Szomszédbizottság 虚拟镇 | Szomszédság / Közösség 社区 Falu 村 Gaqa 嘎查                             |
| Prefektúraszintű város 地级市                                                                     | Körzet 市辖区 / 县级行政区 Etnikai körzet 民族区 Speciális körzet 特区 Megyeszintű város 县级市 Megye 县 Autonóm megye 自治县 | | Alkörzet 街道 Város 镇 Település 乡 Etnikai települések 民族乡 Megyei ellenőrzésű körzet 县辖区 Szum 苏木 Etnikai szum 民族苏木 Szomszédbizottság 虚拟镇 | Szomszédság / Közösség 社区 Falu 村 Gaqa 嘎查                             |
| Autonóm prefektúra 自治州 Prefektúra 地区                                                         | Körzet 市辖区 / 县级行政区 Etnikai körzet 民族区 Speciális körzet 特区 Megyeszintű város 县级市 Megye 县 Autonóm megye 自治县 | | Alkörzet 街道 Város 镇 Település 乡 Etnikai települések 民族乡 Megyei ellenőrzésű körzet 县辖区 Szum 苏木 Etnikai szum 民族苏木 Szomszédbizottság 虚拟镇 | Szomszédság / Közösség 社区 Falu 村 Gaqa 嘎查                             |
| Alprefektúra-szintű város 副地级市                                                                | | | Alkörzet 街道 Város 镇 Település 乡 Etnikai települések 民族乡 Megyei ellenőrzésű körzet 县辖区 Szum 苏木 Etnikai szum 民族苏木 Szomszédbizottság 虚拟镇 | Szomszédság / Közösség 社区 Falu 村 Gaqa 嘎查                             |
| Erdészeti körzet 林区                                                                             | | | Alkörzet 街道 Város 镇 Település 乡 Etnikai települések 民族乡 Megyei ellenőrzésű körzet 县辖区 Szum 苏木 Etnikai szum 民族苏木 Szomszédbizottság 虚拟镇 | Szomszédság / Közösség 社区 Falu 村 Gaqa 嘎查                             |
|                                                                                                   | | | Alkörzet 街道 Város 镇 Település 乡 Etnikai települések 民族乡 Megyei ellenőrzésű körzet 县辖区 Szum 苏木 Etnikai szum 民族苏木 Szomszédbizottság 虚拟镇 | Szomszédság / Közösség 社区 Falu 村 Gaqa 嘎查                             |
| Település 直辖市                                                                                  | Altartományszintű új terület 副省级市辖新区                                                                                   | Altartományszintű új terület 副省级市辖新区                                                                          | Alkörzet 街道 Város 镇 Település 乡 Etnikai települések 民族乡 Megyei ellenőrzésű körzet 县辖区 Szum 苏木 Etnikai szum 民族苏木 Szomszédbizottság 虚拟镇 | Szomszédság / Közösség 社区 Falu 村 Gaqa 嘎查                             |
| Település 直辖市                                                                                  | Körzet 市辖区 | | Alkörzet 街道 Város 镇 Település 乡 Etnikai települések 民族乡 Megyei ellenőrzésű körzet 县辖区 Szum 苏木 Etnikai szum 民族苏木 Szomszédbizottság 虚拟镇 | Szomszédság / Közösség 社区 Falu 村 Gaqa 嘎查                             |
| Település 直辖市                                                                                  | Megye 县 | | Alkörzet 街道 Város 镇 Település 乡 Etnikai települések 民族乡 Megyei ellenőrzésű körzet 县辖区 Szum 苏木 Etnikai szum 民族苏木 Szomszédbizottság 虚拟镇 | Szomszédság / Közösség 社区 Falu 村 Gaqa 嘎查                             |
|                                                                                                   | | | |                                                                           |
| Különleges közigazgatási terület 特别行政区 [特別行政區] (az Egy ország – két rendszer részeként) | lásd Régió 地区 [地區] (nem hivatalos)                                                                                        | lásd Körzet 区 [區]                                                                                                  | lásd Körzet 区 [區] | lásd Körzet 区 [區]                                                       |
| Különleges közigazgatási terület 特别行政区 [特別行政區] (az Egy ország – két rendszer részeként) | lásd Polgári és helyhatósági ügyek iroda 民政总署 [民政總署] lásd Helyhatóság 市 (nem hivatalos)                              | lásd Freguesia 堂区 [堂區] (nem hivatalos)                                                                           | lásd Freguesia 堂区 [堂區] (nem hivatalos) | lásd Freguesia 堂区 [堂區] (nem hivatalos)                                |